# Trogon narina
El trogon narina (Apaloderma narina) és una espècie d'ocell de la família dels trogònids (Trogonidae) que habita zones boscoses de gran part de l'Àfrica subsahariana, fora de les zones més àrides.